# Анаткасы (Мариинско-Посадский район)
Анатка́сы (чув. Анаткас) — деревня в Мариинско-Посадском муниципальном округе Чувашской Республики России. 

## География
Находится в северо-восточной части Чувашии, на расстоянии приблизительно 12 километров на юго-юго-запад по прямой от районного центра города Мариинский Посад на правобережье реки Цивиль.

## История
Известно с 1858 года как околоток деревни Ирх-Сирма (ныне не существует) с 58 дворами и 339 жителями. В 1897 было 87 жителей, в 1926 — 40 дворов, 193 жителя, в 1939—180 жителей, в 1979—118. В 2002 году было 46 дворов, в 2010 — 37 домохозяйств. В 1933 году образован колхоз «1 Мая», в 2010 году действовало ООО им. А. Г. Николаева.
В 2004–2022 годы входила в состав Шоршелского сельского поселения.

## Население
Постоянное население составляло 97 человек (чуваши 97 %) в 2002 году, 84 в 2010.